# Théorème de Landau
En 1904, Edmund Landau a démontré une généralisation du « petit » théorème de Picard en analyse complexe, qu'il a énoncée ainsi en français :

« Théorème 1. Soit une fonction analytique
{\displaystyle G(x)=a_{0}+a_{1}x+a_{2}x^{2}+\ldots +a_{m}x^{m}+\ldots ,}
régulière en x = 0, pour laquelle
{\displaystyle a_{1}\not =0.}
Il existe un cercle 
{\displaystyle |x|<R=R(a_{0},a_{1}),}
dont le rayon dépend seulement de a0 et a1 (et non des autres coefficients a2, a3, … , am, … ), à l'intérieur duquel la fonction G(x) possède un point singulier ou prend au moins une fois l'une des valeurs 0 et 1. »

Plusieurs mathématiciens ont immédiatement apporté des contributions précisant ce théorème, parmi lesquels Friedrich Schottky, Adolf Hurwitz, et Constantin Caratheodory. Dans un mémoire publié en 1906, Landau a exposé les contributions de chacun d'entre eux. Il a remarqué alors que d'un résultat de Schottky (Théorème 14 du mémoire) on peut déduire la propriété qui suit (Théorème 15).
Théorème 2. Si
est régulière pour |x| < r, différente de 0 et de 1, et si M(θr) désigne le maximum de |G(x)| pour |x| < θr, où θ est une constante fixée non négative et inférieure à 1, alors
où Ω(a0) est une constante ne dépendant que de a0 et θ.
Avec les mêmes hypothèses il suit (mais ce fait n'est pas relevé alors par Landau).
Théorème 3. Le coefficient a1 est borné par une quantité ne dépendant que du coefficient a0.
D'autres mathématiciens ont par la suite donné des estimations explicites pour les Théorèmes 2 et 3, parmi lesquels Alexander Ostrowski, Albert Pfluger, Lars Valerian Ahlfors, Raphael Robinson, Walter Hayman, et James A. Jenkins. La façon dont ce dernier présente les résultats de Landau et de Schottky semble expliquer pourquoi, dans la littérature moderne, on attribue, assez curieusement, le Théorème 2 à Schottky et le Théorème 3 à Landau. Les travaux mentionnés ont en particulier révélé que, sous les mêmes hypothèses que dans les Théorèmes 2 et 3, on a une estimation du type
et l'estimation précise de la constante A a rapidement été associée au nom de Landau dans la littérature. Ce problème a été entièrement résolu en 1979 par Wan Tzei Lai, qui a montré que la constante A optimale est
l'égalité dans la relation précédente étant possible lorsque a0 = –1.